# Comuna Oleșa, Tlumaci
Oleșa (în ucraineană Олеша) este o comună în raionul Tlumaci, regiunea Ivano-Frankivsk, Ucraina, formată din satele Oleșa (reședința) și Sokolivka.

## Demografie
Componența lingvistică a comunei Oleșa
     Ucraineană (99,75%)
     Alte limbi (0,25%)
Conform recensământului din 2001, majoritatea populației comunei Oleșa era vorbitoare de ucraineană (99,75%), existând în minoritate și vorbitori de alte limbi.